# Překladač Google
Překladač Google (anglicky Google Translate) je bezplatná on-line vícejazyčná strojová překládací služba vyvinutá společností Google. Služba byla spuštěna v roce 2006, čeština byla zařazena v květnu 2008. Překladač Google podporuje 249 jazyků (prosinec 2024) a od května 2017 denně přeloží texty pro více než 500 milionů uživatelů.

## Fungování služby
Překladač dříve vyhledával při překládání podobné texty ve stovkách miliónů dokumentů a určoval ten nejvhodnější překlad. Tento proces vyhledávání podobností ve velkém množství textu je označován jako statický strojový překlad. Od roku 2017 používá Překladač Google hluboké učení neuronových sítí k překladu celých vět a překlad se několikanásobně vylepšil.
Překladač Google je k dispozici ve webovém rozhraní a v mobilní aplikaci pro Android a iOS. V mobilních aplikacích je k dispozici funkce, která rozpozná text na fotografii a přeloží ho do vybraného jazyka. Je k dispozici také API rozhraní, které vývojářům pomáhá vytvářet rozšíření pro prohlížeče a softwarové aplikace.
V překladači se také nachází tlačítko „Poslech“ nabízející poslechnutí jak překládaného, tak přeloženého textu.

## Seznam podporovaných jazyků
- Abcházština
- Acehština
- Afarština
- Afrikánština
- Ajmarština
- Akolština
- Albánština
- Alurština
- Amharština
- Angličtina
- Arabština
- Arménština
- Ásámština
- Avarština
- Awadhština
- Ázerbájdžánština
- Balijština
- Balúčština
- Bambarština
- Baoulština
- Barmština
- Baskičtina
- Baškirština
- Batak karo
- Batak simalungun
- Batak toba
- Běloruština
- Bembština
- Benátština
- Bengálština
- Bhódžpurština
- Bikolština (střední)
- Bosenština
- Bretonština
- Bulharština
- Burjatština
- Cebuánština
- Čečenština
- Čeština
- Čičevština
- Čínština (tradiční)
- Čínština (zjednodušená)
- Čuvaština
- Dánština
- Darí
- Dinka
- Djula
- Dógrí
- Dombe
- Dzongkha
- Esperanto
- Estonština
- Eweština
- Faerština
- Fidžijština
- Filipínština
- Finština
- Fonština
- Francouzština
- Francouzština (Kanada)
- Fríština
- Fulbština
- Furlanština
- Galicijština
- Gandština
- Gaština
- Grónština
- Gruzínština
- Guaranština
- Gudžarátština
- Hacha Čin
- Haitská kreolština
- Hauština
- Havajština
- Hebrejština
- Hiligajnonština
- Hindština
- Hmongština
- Hunsrik
- Chamorro
- Chorvatština
- Ibanština
- Igboština
- Ilokánština
- Indonéština
- Inuktitutština (latinka)
- Inuktitutština (slabičné písmo)
- Irština
- Islandština
- Italština
- Jakutština
- Jamajský patois
- Japonština
- Javánština
- Jidiš
- Jingpo
- Jižní ndebelština
- Jorubština
- Kannadština
- Kantonština
- Kanurijština
- Kapampangan
- Katalánština
- Kazaština
- Kečuánština
- Kekčí
- Khásí
- Khmerština
- Kiga
- Kirundi
- Kituba
- Kokborok
- Komijština
- Kónkanština
- Konžština
- Korejština
- Korsičtina
- Krio
- Krymská tatarština (cyrilice)
- Krymská tatarština (latinka)
- Kurdština (kurmándží)
- Kurdština (sorání)
- Kyrgyzština
- Laoština
- Latgalština
- Latina
- Ligurština
- Limburština
- Litevština
- Lombardština
- Lotyština
- Lucemburština
- Luční marijština
- Luo
- Maďarština
- Madurština
- Maithilština
- Makasarština
- Makedonština
- Malajálamština
- Malajština
- Malajština (jawi)
- Maledivština
- Malgaština
- Maltština
- Mamština
- Manipurština
- Manština
- Maorština
- Maráthština
- Maršálština
- Marvárština
- Mauricijská kreolština
- Minangkabauština
- Mizoština
- Mongolština
- Nahuatl (východní Huasteca)
- Ndau
- Němčina
- Nepálština
- Névárština
- Ngalština
- N'Ko
- Nizozemština
- Norština
- Nuerština
- Okcitánština
- Oromština
- Osetština
- Paňdžábština (gurmukhí)
- Paňdžábština (šáhmukhí)
- Pangasinanština
- Papiamento
- Paštština
- Perština
- Polština
- Portugalština (Brazílie)
- Portugalština (Portugalsko)
- Romština
- Rumunština
- Ruština
- Rwandština
- Řečtina
- Samojština
- Sanskrt
- Santálština (latinka)
- Santálština (ol chiki)
- Sanžština
- Sesothština
- Setswanština
- Severní sámština
- Seychelská kreolština
- Sicilština
- Sindhština
- Sinhálština
- Skotská gaelština
- Slezština
- Slovenština
- Slovinština
- Somálština
- Srbština
- Sundština
- Susu
- Svahilština
- Svazijština
- Šanština
- Šonština
- Španělština
- Švédština
- Tádžičtina
- Tahitština
- Tamazight
- Tamazight (tifinagh)
- Tamilština
- Tatarština
- Telugština
- Tetum
- Thajština
- Tigrajština
- Tivština
- Tok Pisin
- Tongánština
- Trukština
- Tshiluba
- Tsongština
- Tuluština
- Tumbukština
- Turečtina
- Turkmenština
- Tuvinština
- Ťwiština
- Udmurtština
- Ujgurština
- Ukrajinština
- Urdština
- Urijština
- Uzbečtina
- Velština
- Vendština
- Vietnamština
- Warajština
- Wolofština
- Xhoština
- Yucatánská mayština
- Zapotéčtina
- Zuluština